# کاما ۱۳۸۷
سیارک ۱۳۸۷ (به انگلیسی: 1387 Kama، نامگذاری:1935QD) هزار و سیصد و هشتاد و هفتمین سیارک کشف شده‌است که در ۲۷ اوت ۱۹۳۵ و در رصدخانه سایمیز کشف شد.
قدر مطلق سیارک برابر ۱۲٫۹۰ است.